# HD 120600
HD 120600，又名BD+37 2457，SAO 63772、HR 5204，是一颗恒星，视星等为6.38，位于銀經74.14，銀緯74.42，其B1900.0坐标为赤經13h 45m 23.5s，赤緯+37° 74.42′ 43″。